# Konrad II. (Luxemburg)

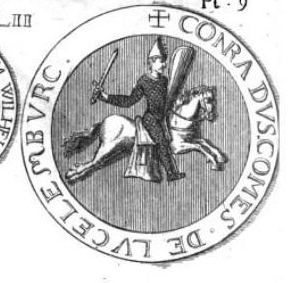
Konrad II.

Konrad II. von Luxemburg (* 1106; † 1136) war von 1129 bis 1136 Graf von Luxemburg und Parteigänger seins Onkels Kaiser Lothar III. von Supplinburg.

## Leben und Wirken
Konrad stammte aus dem Hause Luxemburg, einer Seitenlinie der Wigeriche, und war der einzige Sohn von Wilhelm von Luxemburg und Mathilde von Northeim. Er wurde erstmals im Jahr 1123 in der Bestätigungsurkunde für die Abtei Alt-Münster in Luxemburg von seinem Vater als Conradus erwähnt.
Er war verheiratet mit Irmingard von Zutphen, Tochter des Grafen Otto II. von Zutphen. Ihre Ehe blieb kinderlos. Damit endete die Linie des ersten Hauses von Luxemburg als Konrad II. im Alter von 30 Jahren verstarb. Da von den Kindern Konrads I., Heinrich III. kinderlos verstorben war und ebenso Konrad II. als einziger Sohn Wilhelms von Luxemburg, ging Luxemburg an Heinrich IV. über. Dieser war der Sohn von Konrads Tante Ermesinde von Namur, einer Tochter von Konrad I., die in zweiter Ehe mit Gottfried von Namur (1068; † 1139) verheiratet war.